# Niet-metaal
Een niet-metaal is een element waarvan de atomen, in tegenstelling tot de atomen van een metaal, niet gemakkelijk een elektron afstaan. Niet-metalen hebben een relatief hoge elektronegativiteit, uitgedrukt in de schaal van Pauling, en zijn daardoor redelijk sterke tot sterke oxidatoren. Niet alle elementen die niet tot de metalen worden gerekend, worden tot de niet-metalen gerekend.
De ongeveer 65 metalen staan vooral links en onder in het periodiek systeem der elementen, de kleine groep niet-metalen staat in de rechterbovenhoek:
Koolstof - stikstof - zuurstof - fosfor - zwavel - seleen
Ook de halogenen, de edelgassen en waterstof worden tot de niet-metalen gerekend. 
De meeste niet-metalen zijn slechte geleiders van elektriciteit, hoewel koolstof in zijn grafietmodificatie daar een uitzondering op is. De niet-metalen kunnen bij kamertemperatuur gasvormig, vloeibaar of vast zijn. Bij lagere temperatuur vormen zij in het algemeen vaste stoffen met een molecuulrooster. Er is meestal geen metaalglans.
Niet-metalen vormen tamelijk hechte verbindingen van ionogene aard met metalen. Hoe groter het verschil in elekronegativiteit tussen het metaal en het niet-metaal hoe ionogener de verbinding is. Onderling vormen niet-metalen vaak covalente bindingen die meer of minder gepolariseerd kunnen zijn. Ook zijn niet-metalen belangrijk in de organische chemie.
|             | 1 Ia        |             |                   |                   |                   |                   |                   |                   |                   |                   |                   |                   |         |        |        |        |         | 18 0   |
| 1           | 1 H         | 2 IIa       | Periodiek systeem | Periodiek systeem | Periodiek systeem | Periodiek systeem | Periodiek systeem | Periodiek systeem | Periodiek systeem | Periodiek systeem | Periodiek systeem | Periodiek systeem | 13 IIIa | 14 IVa | 15 Va  | 16 VIa | 17 VIIa | 2 He   |
| 2           | 3 Li        | 4 Be        |                   |                   |                   |                   |                   |                   |                   |                   |                   |                   | 5 B     | 6 C    | 7 N    | 8 O    | 9 F     | 10 Ne  |
| 3           | 11 Na       | 12 Mg       | 3 IIIb            | 4 IVb             | 5 Vb              | 6 VIb             | 7 VIIb            | 8 VIIIb           | 9 VIIIb           | 10 VIIIb          | 11 Ib             | 12 IIb            | 13 Al   | 14 Si  | 15 P   | 16 S   | 17 Cl   | 18 Ar  |
| 4           | 19 K        | 20 Ca       | 21 Sc             | 22 Ti             | 23 V              | 24 Cr             | 25 Mn             | 26 Fe             | 27 Co             | 28 Ni             | 29 Cu             | 30 Zn             | 31 Ga   | 32 Ge  | 33 As  | 34 Se  | 35 Br   | 36 Kr  |
| 5           | 37 Rb       | 38 Sr       | 39 Y              | 40 Zr             | 41 Nb             | 42 Mo             | 43 Tc             | 44 Ru             | 45 Rh             | 46 Pd             | 47 Ag             | 48 Cd             | 49 In   | 50 Sn  | 51 Sb  | 52 Te  | 53 I    | 54 Xe  |
| 6           | 55 Cs       | 56 Ba       | ↓                 | 72 Hf             | 73 Ta             | 74 W              | 75 Re             | 76 Os             | 77 Ir             | 78 Pt             | 79 Au             | 80 Hg             | 81 Tl   | 82 Pb  | 83 Bi  | 84 Po  | 85 At   | 86 Rn  |
| 7           | 87 Fr       | 88 Ra       | ↓↓                | 104 Rf            | 105 Db            | 106 Sg            | 107 Bh            | 108 Hs            | 109 Mt            | 110 Ds            | 111 Rg            | 112 Cn            | 113 Nh  | 114 Fl | 115 Mc | 116 Lv | 117 Ts  | 118 Og |
|             |             |             |                   |                   |                   |                   |                   |                   |                   |                   |                   |                   |         |        |        |        |         |        |
| Lanthaniden | Lanthaniden | Lanthaniden | 57 La             | 58 Ce             | 59 Pr             | 60 Nd             | 61 Pm             | 62 Sm             | 63 Eu             | 64 Gd             | 65 Tb             | 66 Dy             | 67 Ho   | 68 Er  | 69 Tm  | 70 Yb  | 71 Lu   |        |
| Actiniden   | Actiniden   | Actiniden   | 89 Ac             | 90 Th             | 91 Pa             | 92 U              | 93 Np             | 94 Pu             | 95 Am             | 96 Cm             | 97 Bk             | 98 Cf             | 99 Es   | 100 Fm | 101 Md | 102 No | 103 Lr  |        |